# Un amore (miniserie televisiva)
Un amore è una miniserie televisiva italiana del 2024 diretta da Francesco Lagi e interpretata da Stefano Accorsi e Micaela Ramazzotti.

## Trama
Alessandro e Anna si sono conosciuti ventenni durante un interrail estivo. Al ritorno da questo, la vita li ha subito divisi, ma il sentimento che li ha legati è sempre rimasto, portandoli, per tutti gli anni seguenti, ad avere uno stretto e segreto rapporto epistolare, senza mai essersi più rivisti di persona. Alessandro è single, si occupa di riqualificazioni urbane e sta lavorando a un progetto a Bilbao; quando torna a Bologna deve stare a fianco alla madre malata. Anna è sposata con Guido, ma l'incontro con Alessandro in un hotel della città la fa titubare. I due iniziano a frequentarsi di nascosto per un determinato periodo fino a quando però Anna decide di tornare dal marito, causando uno stop di tutti i loro rapporti.
Si reincontreranno per caso, in uno scalo aeroportuale, stavolta a parti invertite (Anna single, Alessandro accoppiato), ed Anna finalmente troverà la forza di vuotare il sacco con Alessandro, dicendogli le fatidiche "due parole", che in tutti questi anni, non gli ha potuto, saputo, ma soprattutto, voluto dire.

## Episodi
| nº | Titolo     | Prima TV         |
| -- | ---------- | ---------------- |
| 1  | Episodio 1 | 16 febbraio 2024 |
| 2  | Episodio 2 | 16 febbraio 2024 |
| 3  | Episodio 3 | 23 febbraio 2024 |
| 4  | Episodio 4 | 23 febbraio 2024 |
| 5  | Episodio 5 | 1º marzo 2024    |
| 6  | Episodio 6 | 1º marzo 2024    |

## Personaggi e interpreti

### Principali
- Alessandro, interpretato da Stefano Accorsi.
- Anna, interpretata da Micaela Ramazzotti.
- Guido, interpretato da Alessandro Tedeschi.
Marito di Anna.
- Simone, interpretato da Andrea Roncato.
 Compagno di Teresa
- Anna da ragazza, interpretata da Beatrice Fiorentini.
- Alessandro da ragazzo, interpretato da Luca Santoro.
- Claudia, interpretata da Camille Dugay. 
Sorella di Anna.
- Lucille, interpretata da Margaux Billard. 
Moglie di Alessandro.
- Riccardo, interpretato da Ivan Zerbinati.
Amico di Alessandro.
- Padre di Anna, interpretato da Stefano Abbati.
- Ivo, interpretato da Enrico Salimbeni.
Amico di Guido e Anna.
- Teresa Serianni, interpretata da Ottavia Piccolo. 
Madre di Alessandro.

### Secondari
- Cecilia, interpretata da Francesca Munari.
- Tommaso, interpretato da Federico Pasquali.
- Erlend, interpretato da Nikolai Selikovsky.
- Nadine, interpretata da Arifeh Suleiman.
- Valentina, interpretata da Alice Cadiman.
- Paola, interpretata da Iuliana Calcatinci.
- Giulia, interpretata da Erica Fusini.
- Federico, interpretato da Matteo Basilica.
- Dottor Orlandi, interpretato da Ettore Colombo.
- Cameriere, interpretato da Eugenio Maria Bortolini.
- Infermiere, interpretato da Carmine Fabbricatore.
- Guido da ragazzo, interpretato da Leonardo Mazzarotto.

## Distribuzione
La serie è stata distribuita su Sky Serie tra il 16 febbraio e il 1º marzo 2024.

## Riconoscimenti
- 2024 – Nastri d'argento - Grandi Serie[6]
  - Candidatura alla miglior serie TV - Dramedy
  - Candidatura alla miglior attrice protagonista a Micaela Ramazzotti
  - Candidatura al miglior attore protagonista a Stefano Accorsi
  - Candidatura alla miglior attrice non protagonista a Ottavia Piccolo

- 2024 – Globo d'oro[7]
  - Miglior commedia